# 5-та група ССО армії США
5-та група сил спеціальних операцій армії США (англ. 5th Special Forces Group (United States)) — військове формування, група сил спеціальних операцій армії США, призначена для виконання завдань спеціальних та загальновійськових операцій, ведення партизанської війни. 5-та група ССО є одним з найбільш декорованих підрозділів у силах спеціальних операцій; переважну кількість нагород група здобула під час війни у В'єтнамі.
5-та група виконує завдання у зоні відповідальності Центрального Командування Збройних сил США та підкоряється Командуванню ССО «Центр».

## Призначення
На 5-ту групу сил спеціальних операцій сухопутних військ покладаються 6 основних завдань:
- ведення нетрадиційних бойових дій,
- забезпечення і підготовка військових формувань дружних іноземних держав,
- спеціальна розвідка,
- прямі бойові дії,
- врятування заручників та
- контртерористична діяльність.

Також група бере участь у проведенні пошуково-рятувальних та бойових пошуково-рятувальних, гуманітарних й миротворчих операціях у визначеній зоні відповідальності.
Основним пунктом постійної дислокації 5-ї групи ССО є Форт Кемпбелл, що розташований на стику між Гопкінсвіллем, Кентуккі та Кларксвіллом, Теннессі.
5-та група ССО перебуває у підпорядкуванні Центрального Командування Збройних сил США через структурний елемент Командування ССО «Центр», яке відповідає за підготовку та застосування компоненту сил спеціальних операцій на Близькому Сході та Центральній Азії.

## Оргштатна структура5-ї групи ССО армії США

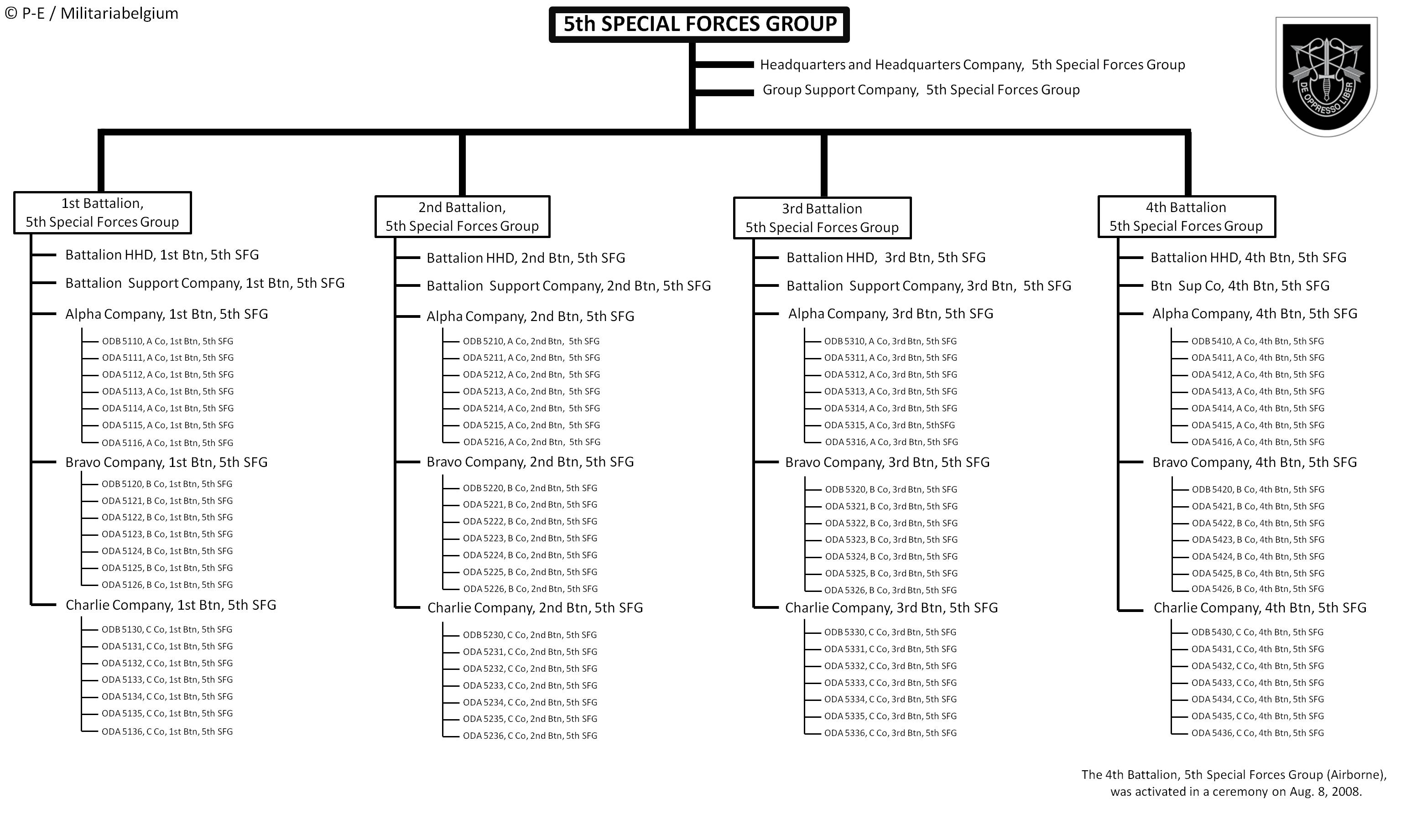
Організаційно-штатна структура 5-ї групи ССО армії США

- Штаб групи
- 1-й батальйон
- 2-й батальйон
- 3-й батальйон
- 4-й батальйон
- Рота забезпечення